# Alexander Antonowitsch Kurssinski

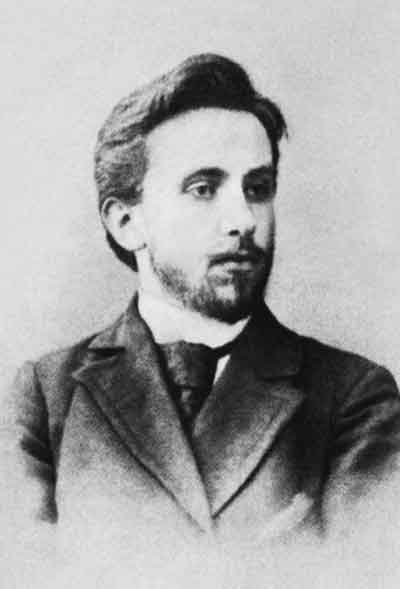
Alexander Antonowitsch Kurssinski (1895)

Alexander Antonowitsch Kurssinski (russisch Александр Антонович Курсинский; * 10. Maijul. / 22. Mai 1873greg. in Kiew; † 1919 ebenda) war ein russischer Dichter des jüngeren Symbolismus, Übersetzer und Literaturkritiker polnischer Herkunft.

## Leben
Kurssinski stammte aus einer unbegüterten bürgerlichen Familie. Ab 1883 lebte er in Moskau. Er besuchte das 3. Moskauer Gymnasium (Abschluss 1891) und studierte dann an der historisch-philologischen Fakultät der Universität Moskau (Abschluss 1896). Darauf absolvierte er 1897 die Kiewer Militärschule. Er war polyglott und beherrschte Englisch, Französisch, Deutsch, Italienisch, Bulgarisch, Polnisch und weitere Sprachen.
Kurssinski war eine der bekanntesten Personen des jüngeren Symbolismus. Er war ab 1894 eng befreundet mit Konstantin Dmitrijewitsch Balmont und Waleri Jakowlewitsch Brjussow. Mit ihnen und Wladimir Maximowitsch Fritsche, Konstantin Antonowitsch Chlebowski, Wladimir Michailowitsch Schuljatikow und Pjotr Semjonowitsch Kogan gründete er 1894 den Kreis der Freunde der westeuropäischen Literatur, dessen Protokollführer er bei den Treffen war.
Vom Sommer 1895 bis 1896 lebte Kurssinski in Jasnaja Poljana, wo er Repetent für Lew Nikolajewitsch Tolstois Sohn Michail war. Anschließend diente er mit Unterbrechungen in der Kaiserlich Russischen Armee, aus der er 1911 als Stabskapitän ausschied. Er unterrichtete dann russische Literatur an den Gymnasien in Serpuchow und Moskau. Er arbeitete für die von Nikolai Pawlowitsch Rjabuschinski herausgegebene Kunst- und Literaturzeitschrift Solotoje Runo (La Toison d'or) und versuchte, eine eigene Zeitschrift herauszugeben.
Kurssinski übersetzte Werke von Oscar Wilde, Thomas Moore, Percy Bysshe Shelley, Edgar Allan Poe, Henry Wadsworth Longfellow, Charles Baudelaire und anderen ins Russische. Seine literaturkritischen Aufsätze erschienen in Zeitschriften der verschiedensten Ausrichtungen, darunter auch das Solotoje Runo. Seine Gedichte erschienen in Sammelbänden 1896 und 1901. Der 1906 erschienene Band enthält neben eigenen Gedichten Prosa und Übersetzungen. Er schrieb den Roman Chmuroje Nebo (Trüber Himmel) und Drehbücher.
Zu Beginn des Ersten Weltkriegs wurde Kurssinski einberufen und diente in der Militärzensurabteilung. Er war dann Assistent und Redakteur der Zeitung Armee-Post. Auch nahm er an Kämpfen teil und erhielt Auszeichnungen. 1919 kehrte er nach Kiew zurück.